# Шуа-Амаглеба
Шуа-Амаглеба (груз. შუა ამაღლება) — село в Грузии, на территории Чохатаурского муниципалитета края (мхаре) Гурия.

## География
Село находится в западной части Грузии, на правом берегу реки Супсы, на расстоянии приблизительно 2 километров (по прямой) к северо-западу от посёлка городского типа Чохатаури, административного центра муниципалитета. Абсолютная высота — 149 метров над уровнем моря.

## Население
По результатам официальной переписи населения 2014 года, в Шуа-Амаглебе проживало 735 человек (353 мужчины и 382 женщины). В национальной структуре населения грузины составляли 99,9 %.
| Год  | Население, человек |
| ---- | ------------------ |
| 2002 | 913                |
| 2014 | ↘ 735              |